# Oiketicus kirbyi
El bicho canasto o bicho del cesto (Oiketicus kirbyi) es una especie de lepidóptero ditrisio de la familia Psychidae que se extiende por zonas boscosas del continente americano, desde la Argentina hasta México.
Como el resto de los psíquidos, viven la mayor parte de su vida dentro de un capullo formado por seda y restos vegetales. Posee un marcado dimorfismo sexual: las hembras viven toda su vida dentro del "canasto", carecen de alas y sus patas son apenas rudimentarias. Los machos son pequeñas polillas que sólo emergen en estado adulto, cuando se dedican únicamente a fecundar una hembra, antes de morir.

## Descripción y ciclo de vida
Su ciclo de vida presenta una sola generación por año. Las larvas nacen en primavera en las ramas altas de los árboles; en el hemisferio sur, esto ocurre desde octubre a diciembre. Al emerger son pequeñas larvas amarillentas que se alimentan de las hojas. A las pocas horas de nacer emiten por sus glándulas labiales un largo filamento sedoso, descolgándose de las ramas superiores de modo que, ayudadas por el viento, se diseminan en ramas inferiores o en el suelo, desde donde se dirigen a árboles y arbustos cercanos, a los que trepan. A partir de las 24 horas de vida comienzan a tejer un capullo, formado por restos vegetales leñosos adheridos por hilos de seda, del cual emergen solamente su cabeza y patas. En distintas etapas repiten el procedimiento de descolgarse por medio de hilos de seda hacia ramas inferiores.
El capullo crece con el crecimiento de la larva, especialmente cuando se producen las mudas, llegando a alcanzar unos 5 cm de largo. En sus primeras etapas tiene forma cónica, mientras en sus etapas finales tienen forma ovada alargada. El color del capullo generalmente es grisáceo.
Durante su vida como larva comen vorazmente día y noche, causando estragos en las hojas, brotes, flores y ramas de las plantas atacadas. Se desplazan lentamente dentro de zonas boscosas, pero provocan ataques masivos a plantaciones de varias especies, tales como banano, cacao, palma de aceite, cocotero, distintos citrus, eucaliptos, vid y acacia blanca.
Tras la corta etapa de pupa, en otoño, la hembras permanece dentro del capullo, que adquiere su forma y tamaño definitivo; su boca ya no es funcional, no presenta alas y las patas son apenas rudimentarias, y no le permiten desplazarse. Se limita a esperar la llegada de un macho.
El macho, en cambio, es una polilla alada de color marrón, con zonas claras y oscuras; sus alas presentan pocas de las escamas presentes en las alas de los lepidópteros, y en cambio presentan una estrecha y densa capa de pelos. Su aparato bucal no es funcional. Vuela tanto de día como de noche en busca de un cesto de una hembra. Al llegar al canasto introduce su abdomen dentro del canasto en una laboriosa operación que dura aproximadamente una hora hasta lograr fecundar a la hembra. A continuación muere.
La hembra fecundada obtura todos los orificios, pone sus huevos dentro de su propio canasto y muere. Un canasto contiene unos 800 huevos de promedio, pero usualmente alcanzan hasta 1500 huevos, habiéndose registrado posturas de hasta 4000 huevos. Pasa el invierno exclusivamente como huevo.

## Control de plagas
Para las especies arbustivas, la forma más efectiva de combatirlo es la eliminación de los canastos de las plantas; en las vides se eliminan durante las podas de invierno, enterrando los canastos y quemando las ramas.
La operación de eliminación de canastos es sensiblemente más complicada en especies tropicales, y prácticamente imposible en árboles. En esos casos se impone el control químico con insecticidas. La especie es muy sensible a dosis bajas de prácticamente cualquier insecticida, pero su control depende de que el animal ingiera el producto al alimentarse de las plantas, ya que el insecticida no puede atravesar la pared del canasto. Por eso mismo el control químico debe repetirse varias veces, con el consiguiente riesgo para los operarios y las limitaciones para el consumo de las frutas.